# Tillandsia leucolepis
Espèce
Classification phylogénétique
Tillandsia leucolepis L.B.Sm. est une plante de la famille des Bromeliaceae.
L'épithète leucolepis signifie « à écailles blanches » et se rapporte à l'aspect de l'épiderme des feuilles.

## Protologue et Type nomenclatural
Tillandsia leucolepis L.B.Sm., in Phytologia 8(9): 497, tab. 1, fig. 1-3 (1963)
Diagnose originale :
« A T. calothyrso Mez, cui affinis, inflorescentia laxa, bracteis florigeris ecarinatis, sepalis liberis differt. »
Type :
- leg. T. Mac-Dougall, n° 280, 1962-03-15 ; « Mexico: Oaxaca: Cultivated, probably of local origin » ; Holotypus US National Herbarium (US 00027065)
- leg. T. Mac-Dougall, n° 280, 1962-03-15 ; « Mexico: Oaxaca: Cultivated, probably of local origin » ; Isotypus US (US 00810572)
- leg. T. Mac-Dougall, n° 280, 1962-03-15 ; « Mexico: Oaxaca: Cultivated, probably of local origin » ; Isotypus US (US 00810573)
- leg. T. Mac-Dougall, n° 280, 1962-03-15 ; « Mexico: Oaxaca: Cultivated, probably of local origin » ; Isotypus NY (NY 247296)

## Synonymie
(aucune)

## Description
Racines peu développées mais fonctionnelles.

## Écologie et habitat
- Typologie : plante herbacée en rosette acaule monocarpique vivace par ses rejets latéraux.
- Habitat : inconnu (plante découverte en culture et - à confirmer - non encore retrouvée en situation naturelle)
- Altitude : inconnue.

## Distribution
- Amérique centrale :
  -  Mexique[2]
    - Oaxaca[1]

## Comportement en culture
Tillandsia leucolepis se cultive aisément.